# Erythrolamprus williamsi
Espèce
Statut de conservation UICN

 NT  : Quasi menacé
Synonymes
- Urotheca williamsi Roze, 1958
- Rhadinaea williamsi (Roze, 1958)
- Liophis williamsi (Roze, 1958)

Erythrolamprus williamsi  est une espèce de serpents de la famille des Dipsadidae.

## Répartition
Cette espèce est endémique du Venezuela.

## Description
L'holotype de Erythrolamprus williamsi, une femelle, mesure 420 mm dont 85 mm pour la queue.

## Étymologie
Cette espèce est nommée en l'honneur d'Ernest Edward Williams.

## Publication originale
- Roze, 1958 : A new species of the genus Urotheca (Serpentes: Colubridae) from Venezuela. Breviora, vol. 88, p. 1-5 (texte intégral).